# لوئیس بیر دو
لوئیس بیر دو (دانمارکی: Louise Bager Due) یا لوئیس نورگارد (دانمارکی: Louise Nørgaard؛ زادهٔ ۲۳ آوریل ۱۹۸۲) بازیکن هندبال اهل دانمارک بود.
از افتخارات وی می‌توان به کسب مدال طلا به‌همراه تیم ملی هندبال زنان دانمارک در بازی‌های المپیک تابستانی ۲۰۰۴ اشاره کرد.